# Christian Kukuk
Christian Kukuk (Warendorf, 4 de marzo de 1990) es un jinete alemán que compite en la modalidad de salto ecuestre.
Participó en dos Juegos Olímpicos de Verano, en los años 2020 y 2024, obteniendo una medalla de oro en París 2024, en la prueba individual.
Ganó dos medallas en el Campeonato Europeo de Saltos Ecuestres, en los años 2021 y 2025, ambas en la prueba por equipos.

## Palmarés internacional
| Juegos Olímpicos   | Juegos Olímpicos      | Juegos Olímpicos  | Juegos Olímpicos |
| Año                | Lugar                 | Medalla           | Categoría        |
| ------------------ | --------------------- | ----------------- | ---------------- |
| 2024               | París (Francia)       | Medalla de oro    | Individual       |
| Campeonato Europeo |                       |                   |                  |
| Año                | Lugar                 | Medalla           | Categoría        |
| 2021               | Riesenbeck (Alemania) | Medalla de plata  | Por equipos      |
| 2025               | La Coruña (España)    | Medalla de bronce | Por equipos      |